# 傾国怨伶
『傾国怨伶』（けいこくえんれい、繁体字中国語: 傾國怨伶）は、台湾（中華民国）出身漫画家の游素蘭による漫画作品、「古鏡奇譚」シリーズ第1弾。台湾の『週末漫画』（周末漫畫）雑誌にて1989年より連載開始。

## あらすじ
台湾系アメリカ人の少女蔚詠倩は幼なじみの爵文とともに、唐朝の古墓「唐霊陵」を探検する。父親の知り合いの新聞記者に招かれて入ったその墓には、7世紀の美しい帝姫が眠っていた。全くの損傷なし、散らされた花さえ鮮やかなままの遺体が発見された。その姫こそは……詠倩の夢に夜な夜な現れる女性だった。しかも姫は夢の中を飛び出し、窓際に立ち、逃げる彼女を追う……。

## 評価
華人漫画史における奇跡の作品、豪華で精緻な画風の『傾国怨伶』は游素蘭の漫画界における地位を不動にした長篇作品であり、台湾漫画の歴史と状況を一変させた大作である。

## 単行本一覧
- 大然文化の旧版全4巻

| 巻数 | タイトル  | 大然文化       | 大然文化      |
| 巻数 | タイトル  | 発行日         | ISBN          |
| ---- | --------- | -------------- | ------------- |
| 1    | 傾国怨伶1 | 1991年9月25日  | 957-25-0910-1 |
| 2    | 傾国怨伶2 | 1991年10月5日  | 957-25-0911-X |
| 3    | 傾国怨伶3 | 1991年10月15日 | 957-25-0912-8 |
| 4    | 傾国怨伶4 | 1991年7月25日  | 957-25-0913-6 |

- 狂竜国際の新版全5巻

| 巻数 | タイトル  | 章節 | 狂竜国際     | 狂竜国際      |
| 巻数 | タイトル  | 章節 | 発行日       | ISBN          |
| ---- | --------- | --- | ------------ | ------------- |
| 1    | 傾国怨伶1 | 公主陵の章： 闇之地宮·軼史的公主陵 月之影·妍婉擎起的靑蓮 邪魅逆襲·暗夜驚魂 先知尙軒·前世与今生 疑惑·追逐与重畳           | 2001年1月1日 | 957-0498-15-3 |
| 2    | 傾国怨伶2 | 夢廻の章： 軽歎·隔牆之魈 泣之靑蓮·幻境裏的憧憬 地宮·公主陵的秘密 舞花·記憶中的風景 持剣将軍·遥遠的呼喚 外伝·為君前駆     | 2001年2月1日 | 957-0498-16-1 |
| 3    | 傾国怨伶3 | 転生の章： 天地怒吼·宿命的軌道 糾結·前世与今生 唐宮旖旎·情起 持剣将軍·寒伶夢境 神斧微揚·宮牆内的迷惑 外伝·回首蕭瑟処     | 2001年3月1日 | 957-0498-17-X |
| 4    | 傾国怨伶4 | 生死恋の章： 情·染紅款款悸動的情 愛与死·隔世之恨 命運的佇候·死別重逢 昔日·神祇的千億日夜 凋残的夢·女神嫿琤 外伝·両小無猜 | 2001年4月1日 | 957-0498-18-8 |
| 5    | 傾国怨伶5 | 終の章： 風中之塵·幻化的愛与恨 話羽韻·訴蒼茫 朝潮朝落·傾心伶 長漲長消·嫿琤怨 終章·阡陌穹蒼 外伝·硃砂恨 外伝·華之夢       | 2001年5月1日 | 957-0498-19-6 |